# Borkenthelea nerudai
Borkenthelea nerudai är en tvåvingeart som beskrevs av Gustavo R. Spinelli och Eileen D. Grogan 2001. Borkenthelea nerudai ingår i släktet Borkenthelea och familjen svidknott. Inga underarter finns listade i Catalogue of Life.